# Клечиньский, Ян Баптиста
Ян Баптиста Клечиньский (пол. Jan Baptysta Kleczyński, нем. Johann Baptist Kletzinsky; 14 июня 1756 года, Карвина, ныне Чехия — 6 августа 1828 года, Вена) — австрийский скрипач и композитор польского происхождения.
О раннем этапе жизни Клечиньского известно мало. Учился он, по-видимому, в Кракове или во Львове. Известно, что в 1786—1792 гг. он играл в частном оркестре в Венеции, затем два года работал в Прессбурге. С 1795 г. Клечиньский обосновался в Вене. С 1801 г. играл в оркестре Венской придворной оперы, с 1804 г. выступал как дирижёр в Кернтнертор-театре. Одновременно с 1803 г. Клечиньский был среди активных деятелей Венского музыкального общества, с 1811 г. руководил его концертами.
Клечиньский считается, наряду с Феликсом Яневичем, одним из основоположников жанра инструментального концерта (прежде всего, скрипичного) в польской музыке.